# Cortodera simulatrix
Cortodera simulatrix là một loài bọ cánh cứng trong họ Cerambycidae.